# Potok (Popovača)
Potok falu Horvátországban, Sziszek-Monoszló megyében. Közigazgatásilag Popovača községhez tartozik.

## Fekvése
Monoszló területén, Sziszek városától légvonalban 18, közúton 22 km-re északkeletre, községközpontjától 5 km-re délnyugatra, a Lónyamező szélén fekszik. Közelében halad át az A3-as autópálya. A település három fő részből áll. Az Osekovo felé eső részt Čavorijának, a Donja Jelenska felé eső részt Kutanijának, míg a középső részt Sredanijának nevezik.

## Története
Potok térsége már ősidők óta lakott. Ezt bizonyítja szomszédos Osekovón található rézkori régészeti lelőhely, ahol a cseréptöredékek mellett néhány szép kidolgozású kőszerszám is előkerült. A 15. század végétől az Erdődyek birtoka volt. 1545 és 1591 között török uralom alatt állt. A település 1773-ban az első katonai felmérés térképén „Dorf Pottok” néven szerepel. A 19. század elején rövid ideig francia uralom alá került, majd ismét a Habsburg Birodalom része lett. 1857-ben 994, 1910-ben 1278 lakosa volt. Belovár-Kőrös vármegye Krizsi, majd Kutenyai járásához tartozott. 1918-ban az új szerb-horvát-szlovén állam, majd később Jugoszlávia része lett. A II. világháború idején a Független Horvát Állam része volt. 1991. június 25-én a független Horvátország része lett. A településnek 2011-ben 756 lakosa volt.

## Népesség
| Lakosság változása | Lakosság változása | Lakosság változása | Lakosság változása | Lakosság változása | Lakosság változása | Lakosság változása | Lakosság változása | Lakosság változása | Lakosság változása | Lakosság változása | Lakosság változása | Lakosság változása | Lakosság változása | Lakosság változása | Lakosság változása |
| ------------------ | ------------------ | ------------------ | ------------------ | ------------------ | ------------------ | ------------------ | ------------------ | ------------------ | ------------------ | ------------------ | ------------------ | ------------------ | ------------------ | ------------------ | ------------------ |
| 1857               | 1869               | 1880               | 1890               | 1900               | 1910               | 1921               | 1931               | 1948               | 1953               | 1961               | 1971               | 1981               | 1991               | 2001               | 2011               |
| 994                | 837                | 889                | 823                | 1.061              | 1.278              | 1.296              | 1.557              | 1.523              | 1.559              | 1.408              | 1.161              | 973                | 931                | 835                | 756                |

## Nevezetességei
- Mária mennybevétele tiszteletére szentelt római katolikus kápolnája.

- A kutanijai Szent Antal kápolna az 1920-as években épült.

## Kultúra
A kulturális élet szervezője az 1975-ben alapított KUD Potočanka kulturális és művészeti egyesület.

## Sport
NK Sloga Potok labdarúgóklub.